# NGC 6614
NGC 6614 é uma galáxia elíptica (E/SB0) localizada na direcção da constelação de Pavo. Possui uma declinação de -63° 14' 54" e uma ascensão recta de 18 horas, 25 minutos e 07,3 segundos.
A galáxia NGC 6614 foi descoberta em 20 de Junho de 1835 por John Herschel.